# Großer Preis von Italien 1927

Das Autodromo di Milano in seiner befahrenen Version

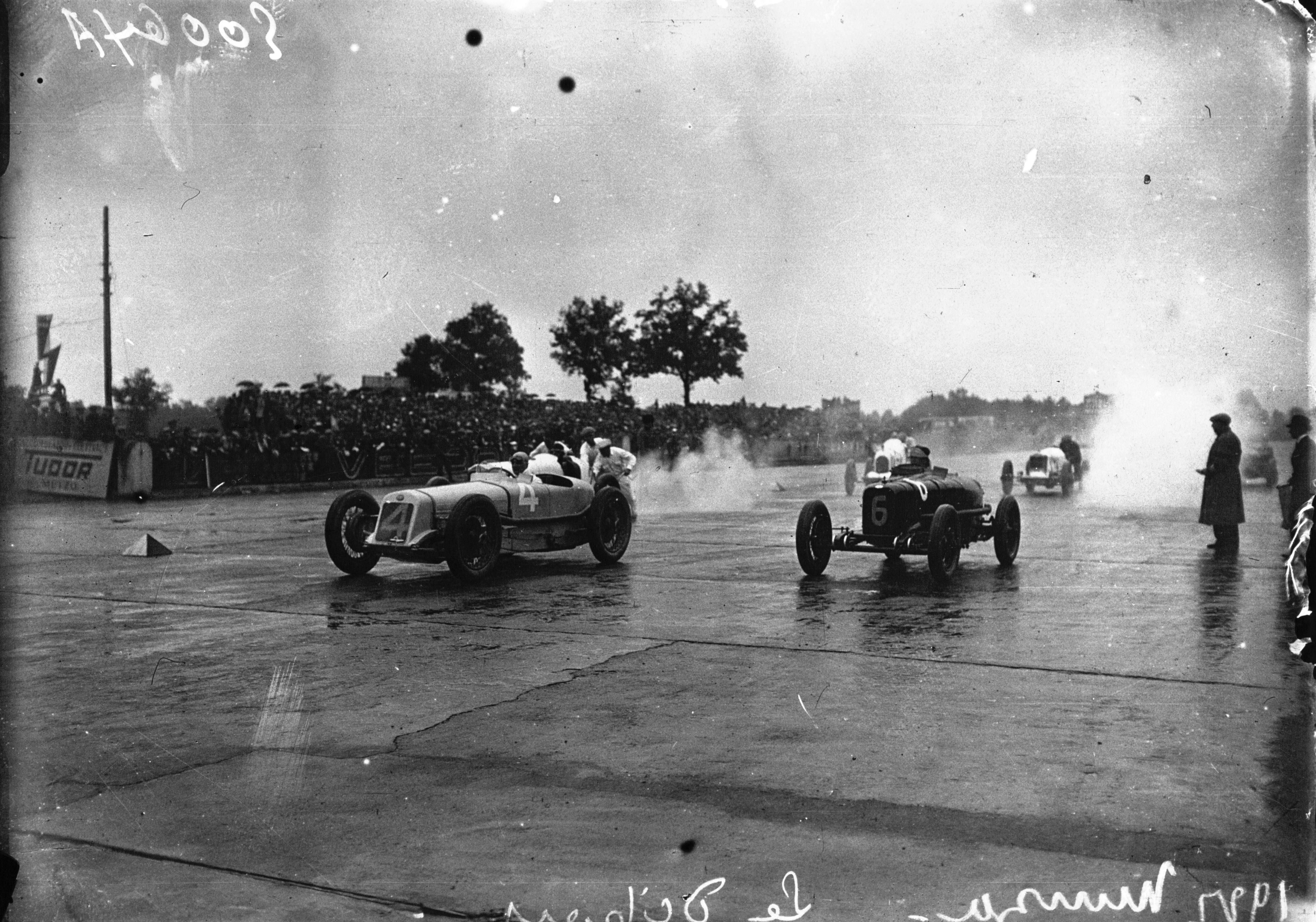
Start zum Großen Preis von Italien 1927

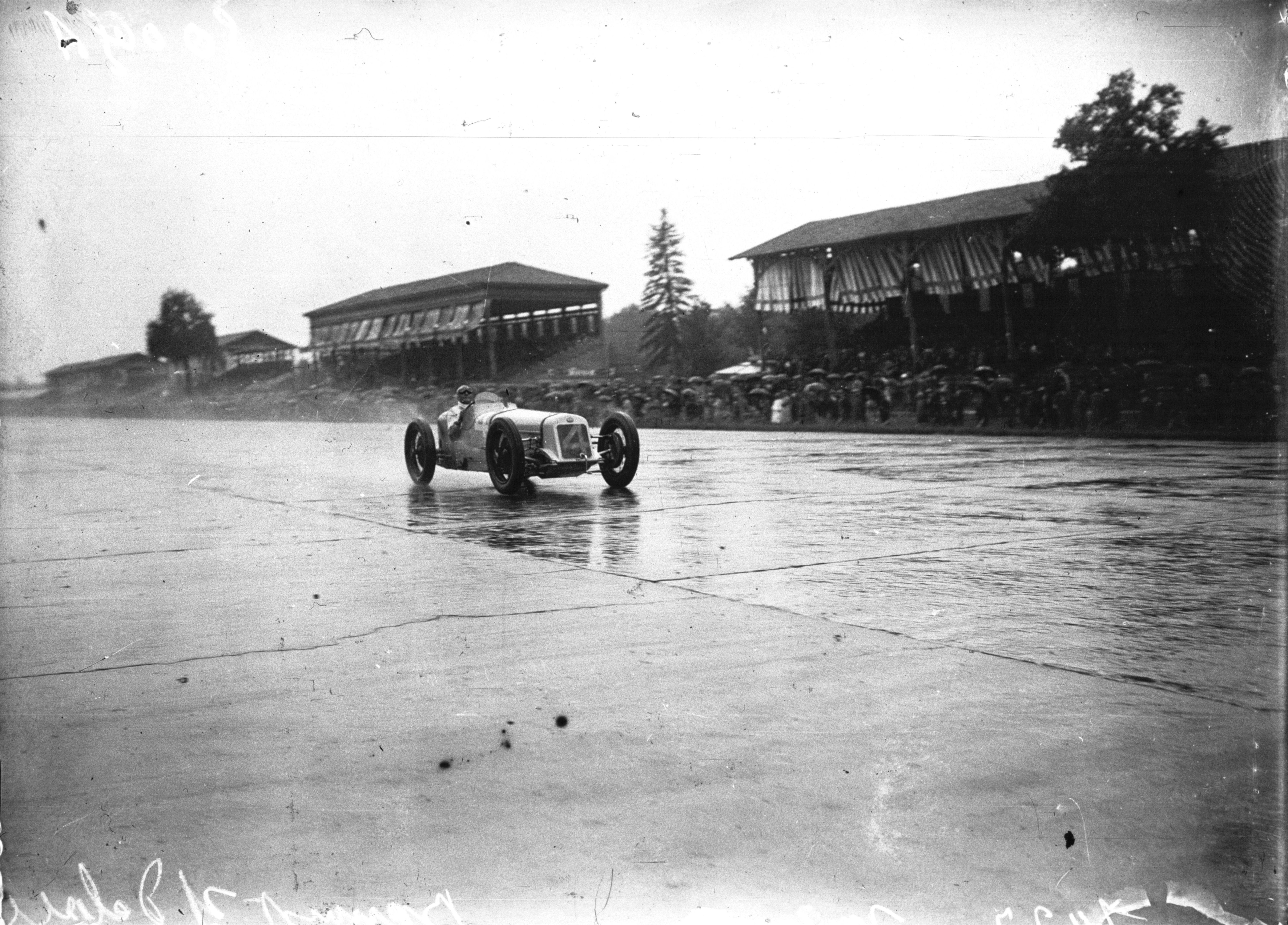
Die Marke Delage dominierte die Grand-Prix-Rennen des Jahres 1927 und siegte mit dem Franzosen Robert Benoist am Steuer eines Type 15 S 8 auch beim Großen Preis von Italien

Der VII. Große Preis von Italien fand am 4. September 1927 auf dem Autodromo di Milano in Monza statt. Das Rennen hatte auch den AIACR-Ehrentitel V. Großer Preis von Europa und war Pflichtveranstaltung für die Wertung zur Automobilweltmeisterschaft. Es wurde unter Anwendung der geltenden Internationalen Grand-Prix-Rennformel (Rennwagen bis 1,5 Liter Hubraum; Mindestgewicht 700 kg, Karosseriebreite mindestens 80 cm; Renndistanz mindestens 600 km) über 50 Runden à 10 km ausgetragen, was einer Gesamtdistanz von 500 km entsprach.
Sieger wurde Robert Benoist auf einem Delage Type 15 S 8, der damit nicht nur als erster Grand-Prix-Pilot drei Erfolge unmittelbar hintereinander errungen hatte, sondern – zusammen mit dem gemeinsam mit Albert Divo errungenen Sieg im Französischen Grand Prix von 1925 auch zum bis dahin insgesamt erfolgreichsten Fahrer der Grand-Prix-Geschichte aufrückte.

## Rennen
Angesichts der zuletzt enttäuschenden Beteiligung der Hersteller unternahmen nun auch die Veranstalter des Italienischen Grand Prix den Versuch, das Rennen in ein insgesamt attraktiveres Format einzubetten. Unter dem Titel Gran Premio di Milano wurde ein ganztägiges Rahmenprogramm aufgezogen, das aus mehreren, zunächst nach Klassen getrennten Einzelrennen und einem gemeinsamen Endlauf über 50 km bestand. Zwischendurch wurde auch das eigentliche Grand-Prix-Rennen ausgefahren, aus dem sich anhand einer Sonderwertung nach fünf Runden ebenfalls noch Teilnehmer für das Formula-Libre-Finale qualifizieren konnten.
In der Tat drohte der Grand Prix nach dem Rückzug von Talbot aus dem Grand-Prix-Sport und der erneuten Absage des Bugatti-Teams, das sich auf der schnellen Bahn für seine untermotorisierten Bugatti Type 39A kaum Chancen ausrechnete, zu einem weiteren Fiasko zu werden. Delage konnte es sich nun sogar leisten, nur einen einzigen der übermächtigen Achtzylinder für Robert Benoist zu entsenden, um dem Weltmeisterschafts-Reglement genüge zu tun. Dieses hatte bestimmt, dass die Teilnahme am Großen Preis von Italien obligatorisch war, und da sich sonst nun praktisch kein anderer Hersteller mehr in der Wertung befand, musste Benoist hier einfach nur noch am Start teilnehmen, um dem Team den Titel endgültig zu sichern.
Mit den beiden für die italienische Firma O.M. startenden Ferdinando Minoia und Giuseppe Morandi wären somit insgesamt nur drei Rennwagen am Start gewesen, wenn es den Veranstaltern nicht einmal mehr gelungen wäre, drei weitere Teilnehmer aus den Vereinigten Staaten zu gewinnen. Unter diesen befand sich mit George Souders auf Duesenberg auch der Überraschungssieger des diesjährigen Indianapolis 500, dazu die beiden modifizierten Miller „Specials“ der Cooper Engineering Co. mit Frontantrieb, mit denen Peter Kreis und der Firmeninhaber Earl Cooper selbst an den Start gingen. Für die schlanken Renneinsitzer aus Übersee mit ihren mehr für Dauerhöchstgeschwindigkeit als auf Beschleunigung ausgelegten Zentrifugal-Kompressoren rechnete man auf der den heimischen Ovalkursen recht ähnlichen Monza-Bahn gute Chancen aus, allerdings mussten die Wagen zunächst erst noch durch das Anschweißen zusätzlicher Bleche im Bereich des Cockpits auf das erforderliche Mindestmaß von 80 cm gebracht werden.
Eine große Sensation löste schließlich noch nach dreijähriger Abstinenz das unerwartete Erscheinen eines völlig neu konstruierten Grand-Prix-Rennwagens von Fiat aus. Das Modell 806 war mit seinem Zwölfzylindermotor aus zwei separaten, aber über ein gemeinsames Kurbelwellengehäuse verbundenen Sechszylinder-Blöcken sogar noch etwas niedriger als die Delage und hatte bei Testfahrten zuvor schon aufsehenerregende Rundenzeiten erzielt, war aber laut Angaben des Werks noch nicht ausreichend über lange Distanzen erprobt worden, um im eigentlichen Grand Prix eingesetzt zu werden. Stattdessen kam daher nur die Teilnahme im Grand Premio di Milano mit Stammfahrer Pietro Bordino in Frage, weil die Rennveranstalter aufgrund der Reiseplanung der US-Amerikaner den Renntermin nicht bis zum Abschluss des Erprobungsprogramms weiter nach hinten schieben konnten.
Am Renntag herrschte strömender Regen, so dass der Grand-Prix-Lauf noch kurzfristig um zehn Runden von 600 auf 500 km verkürzt wurde. Ungeachtet dessen ging Benoist mit seinem Delage vom Start weg in Führung und gab diese bis zum Ende des Rennens nicht wieder her. Dahinter strandete der Miller von Kreis schon nach wenigen Kilometern mit einem Motorschaden und auch Cooper kam mit dem frontgetriebenen Wagen auf der nassen Strecke überhaupt nicht zurecht. Bereits auf den ersten 100 km hatte Benoist das komplette Feld einmal überrundet. Souders lag zunächst auf Rang 2 vor den beiden O.M. von Mioia und Morandi, aber weil er den Tankdeckel verloren hatte, kam Regenwasser ins Benzin, so dass der Duesenberg in der zwölften Runde auf der Strecke stehen blieb. Kurze Zeit später übernahm Kreis das Auto seines Teamkollegen, der Rückstand auf den Rest war aber mittlerweile schon so groß, dass er bis zum Ende des Rennens nur den nur noch auf sieben Zylindern laufenden O.M. von Minoia noch einholen konnte. Benoist siegte souverän mit über 20 Minuten Vorsprung auf Morandi und mehr als einer halben Stunde auf Kreis und Minoia auf den letzten beiden Plätzen.
Damit war Delage die Weltmeisterschaft auch rechnerisch nicht mehr zu nehmen, das Team verzichtete aber zur Enttäuschung der Zuschauer auf die Teilnahme am Finalrennen um den Gran Premio di Milano, weil man nach der Belastungen des Autos im Grand Prix einer Konfrontation mit dem noch „frischen“ Fiat vorsichtshalber lieber aus dem Weg gehen wollte. Bordino gewann das Rennen souverän gegen die hubraumstärkeren 2-Liter-Wagen von Giuseppe Campari (Alfa Romeo P2), sowie Aymo Maggi und Emilio Materassi (beide Bugatti Type 35C).

## Ergebnisse

### Meldeliste
| Team                       | Nr. | Fahrer            | Info  | Chassis                 | Motor                         | Reifen |
| -------------------------- | --- | ----------------- | ----- | ----------------------- | ----------------------------- | ------ |
| Cooper Engineering Company | 02  | Peter Kreis       |       | Cooper-Miller Special   | Miller 1.5L I8 Kompressor     |        |
| Cooper Engineering Company | 10  | Earl Cooper a     |       | Cooper-Miller Special   | Miller 1.5L I8 Kompressor     |        |
| Automobiles Delage         | 04  | Robert Benoist    |       | Delage Type 15 S 8 1927 | Delage 1.5L I8 Kompressor     | M      |
| Officine Mecchaniche SA    | 06  | Ferdinando Minoia |       | OM 8C GP                | OM 1.5L I8 Kompressor         | P      |
| Officine Mecchaniche SA    | 12  | Giuseppe Morandi  |       | OM 8C GP                | OM 1.5L I8 Kompressor         | P      |
| Duesenberg Motor Company   | 08  | George Souders    |       | Duesenberg Special      | Duesenberg 1.5L I8 Kompressor | F      |
| Fiat                       |     | Pietro Bordino    | DNS b | Fiat 806                | Fiat 806 1.5L 2xI6 Kompressor | P      |
| Fiat                       |     | Carlo Salamano    | DNA   | Fiat 806                | Fiat 806 1.5L 2xI6 Kompressor | P      |
| Automobiles Ettore Bugatti |     | Emilio Materassi  | DNA   | Bugatti T39A            | Bugatti 1.5L I8 Kompressor    | M      |
| Automobiles Ettore Bugatti |     | Louis Chiron      | DNA   | Bugatti T39A            | Bugatti 1.5L I8 Kompressor    | M      |
| Automobiles Ettore Bugatti |     | Caberto Conelli   | DNA   | Bugatti T39A            | Bugatti 1.5L I8 Kompressor    | M      |

### Startaufstellung
Die Startpositionen wurden in der Reihenfolge der teamweise zugelosten Startnummern vergeben.
| Minoia  | Benoist | Kreis   |
|         |         |         |
| Morandi | Cooper  | Souders |

### Rennergebnis
| Pos. | Fahrer                  | Konstrukteur  | Runden | Stopps | Zeit          | Start | Schnellste Runde | Ausfallgrund         |
| ---- | ----------------------- | ------------- | ------ | ------ | ------------- | ----- | ---------------- | -------------------- |
| 01   | Robert Benoist          | Delage        | 50     |        | 3:26:59,7 h   | 2     | 3:57,3 min       |                      |
| 02   | Giuseppe Morandi        | OM            | 50     |        | + 22:32,8 min | 6     |                  |                      |
| 03   | Earl Cooper Peter Kreis | Cooper-Miller | 50     |        | + 35:06,0 min | 5     |                  |                      |
| 04   | Ferdinando Minoia       | OM            | 50     |        | + 35:28,8 min | 3     |                  |                      |
| —    | George Souders          | Duesenberg    | 13     |        | DNF           | 4     |                  | Wasser im Treibstoff |
| —    | Peter Kreis             | Cooper-Miller | 1      |        | DNF           | 1     |                  | Motorschaden         |